# Golden Globe Award
Golden Globe Award är prestigefyllda amerikanska priser för biofilmer och tv-program som delas ut varje år.
Utdelningen organiseras sedan 1944 av Hollywood Foreign Press Association. Från och med 2005 är det 86 internationella journalister som jobbar i Hollywood som bestämmer vilka som ska få priserna. Efter Oscar (för biofilmer) och Emmy (för tv-program) är Golden Globe den viktigaste utmärkelsen för arbete inom nöjesbranschen.
Från 1944 till 1956 fanns bara priser för biofilmer. Golden Globe delas ut i olika kategorier, oftast uppdelade i Drama och Musikal eller komedi.
Meryl Streep har rekordet i störst antal Golden Globe-statyetter med åtta stycken. Jack Nicholson, Angela Lansbury och Alan Alda har prisats sex gånger var. Meryl Streep har även rekordet för flest nomineringar med 27 stycken, medan tvåan Jack Lemmon har 22. Fyra personer har vunnit två Golden Globes i skådespelarkategorierna under samma år. De är Sigourney Weaver 1989 för De dimhöljda bergens gorillor och Working Girl, Joan Plowright 1993 för En förtrollad April och Stalin, Helen Mirren 2007 för The Queen och Elizabeth I och Kate Winslet 2009 för Revolutionary Road och The Reader.
Den brittiske komikern Ricky Gervais var värd för Golden Globe-galorna 2010–2012 vilket väckte uppmärksamhet då han skämtade friskt om skådespelarna som galorna skulle premiera.

## Priskategorier

### Filmpriser
- Golden Globe Award för bästa film – drama
- Golden Globe Award för bästa film – musikal eller komedi
- Golden Globe Award för bästa manliga huvudroll – drama
- Golden Globe Award för bästa kvinnliga huvudroll – drama
- Golden Globe Award för bästa manliga huvudroll – musikal eller komedi
- Golden Globe Award för bästa kvinnliga huvudroll – musikal eller komedi
- Golden Globe Award för bästa manliga biroll
- Golden Globe Award för bästa kvinnliga biroll
- Golden Globe Award för bästa regi
- Golden Globe Award för bästa manus
- Golden Globe Award för bästa sång
- Golden Globe Award för bästa musik
- Golden Globe Award för bästa animerade film (sedan 2006)
- Golden Globe Award för bästa utländska film
- Cecil B. DeMille Award

### Tv-priser
Utdelade sedan 1956.
- Golden Globe Award för bästa TV-serie – drama
- Golden Globe Award för bästa TV-serie – musikal eller komedi
- Golden Globe Award för bästa miniserie eller TV-film
- Golden Globe Award för bästa manliga huvudroll i en TV-serie – drama
- Golden Globe Award för bästa kvinnliga huvudroll i en TV-serie – drama
- Golden Globe Award för bästa manliga huvudroll i en TV-serie – musikal eller komedi
- Golden Globe Award för bästa kvinnliga huvudroll i en TV-serie – musikal eller komedi
- Golden Globe Award för bästa manliga huvudroll i en miniserie eller TV-film
- Golden Globe Award för bästa kvinnliga huvudroll i en miniserie eller TV-film
- Golden Globe Award för bästa manliga biroll i en TV-serie, miniserie eller TV-film
- Golden Globe Award för bästa kvinnliga biroll i en TV-serie, miniserie eller TV-film